# ラーデのヤール

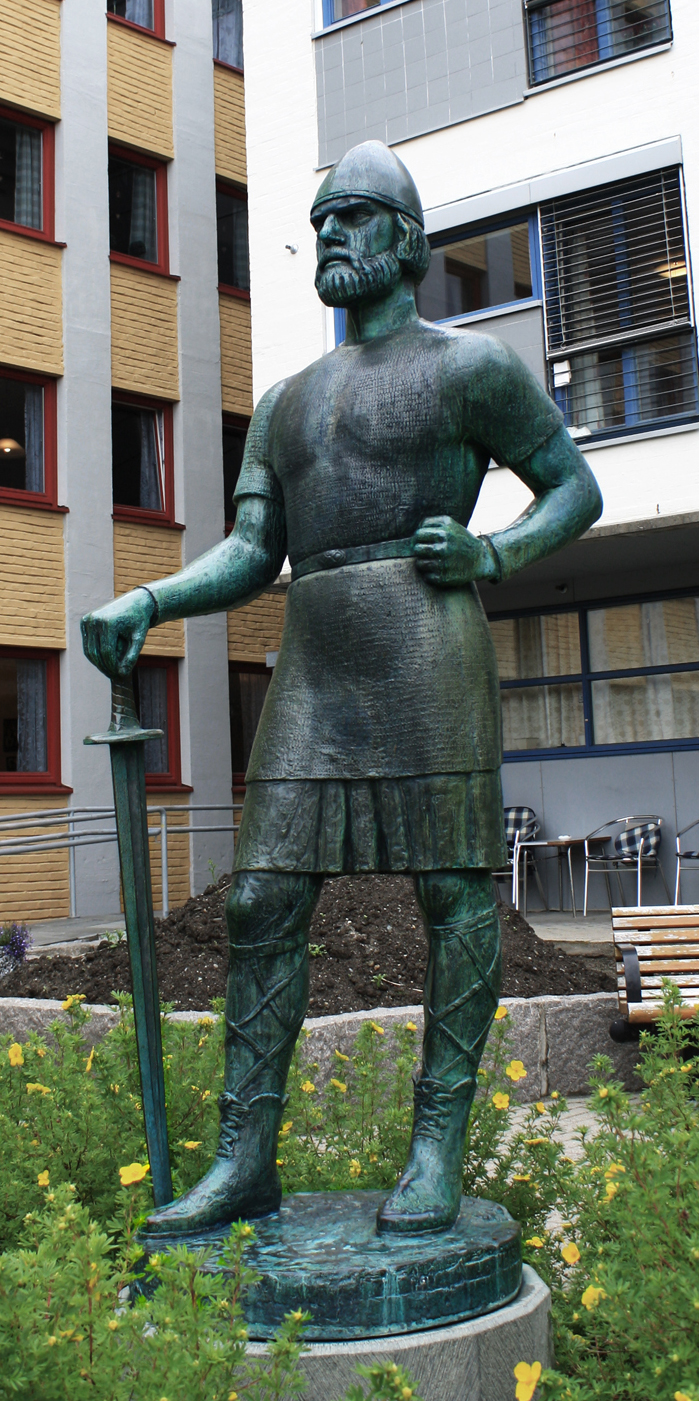
トロンハイム市内にあるラーデのヤール像。彫刻家ハラルド・サムエルセン（1881-1953）作。

ラーデのヤール（ノルウェー語: ladejarl; 古ノルド語では Hlaðir とも）とは、9世紀から11世紀にかけてノルウェー中央部を支配したヤール（候）たちのこと。
ラーデのヤールたちの領主宅は歴史的農地 ラーデ・ゴード（Lade gård, (Lade Mansion) ）として知られ、現在のトロンハイム市東部、ヴァイキング時代には水路の要衝であったトロンハイムフィヨルド (Trondheimsfjord) の海岸にほど近い場所にある。
スノッリ・ストゥルルソンによれば、ノルウェー王ハーラル1世（美髪王）は強大な軍を率いていたが船団をもっていなかったためハーコン・グリョートガルズソンの助力を得、後にその礼としてハーコンを初代ラーデのヤールにしたという

。

## 著名なラーデのヤールたち
- ハーコン・グリョートガルズソン - ハーラル美髪王の協力者。
- シグルズ・ハーコナルソン - ホーコン（ハーコン）善王の友人、助言者。
- ハーコン・シグルザルソン - ノルウェーの支配者（975-995年）。
- エイリーク・ハーコナルソン - スヴェン双髭王の下、ノルウェーの大部分を支配した。
- スヴェイン・ハーコナルソン - オーロフ・シェートコヌングの下ノルウェーの一部を支配した。
- ハーコン・エイリークソン - クヌート大王の下ノルウェーを支配した。

## 関連資料
- Holmsen, Andreas (1976) Norges historie: fra de eldste tider til 1660 (Oslo: Universitetsforlaget)  ISBN 82-00-03244-2
- Stylegar, Frans-Arne (2013) Håkon Jarl (Oslo: Spartacus forlag AS)  ISBN 978-82-430-0579-2
- Titlestad, Torgrim (2011)  Norge i vikingtid (Stavanger: Saga Bok AS)   ISBN 978-82-91640-59-4
- Thuesen, Nils Petter (2011) Norges historie (Oslo: Forlaget Historie og Kultur) ISBN 978-8292870518